# Rhynchosia harae
Rhynchosia harae är en ärtväxtart som beskrevs av Hiroyoshi Ohashi och Yoichi Tateishi. Rhynchosia harae ingår i släktet Rhynchosia och familjen ärtväxter. Utöver nominatformen finns också underarten R. h. ovalifoliolata.